# Nicolás Besio Moreno

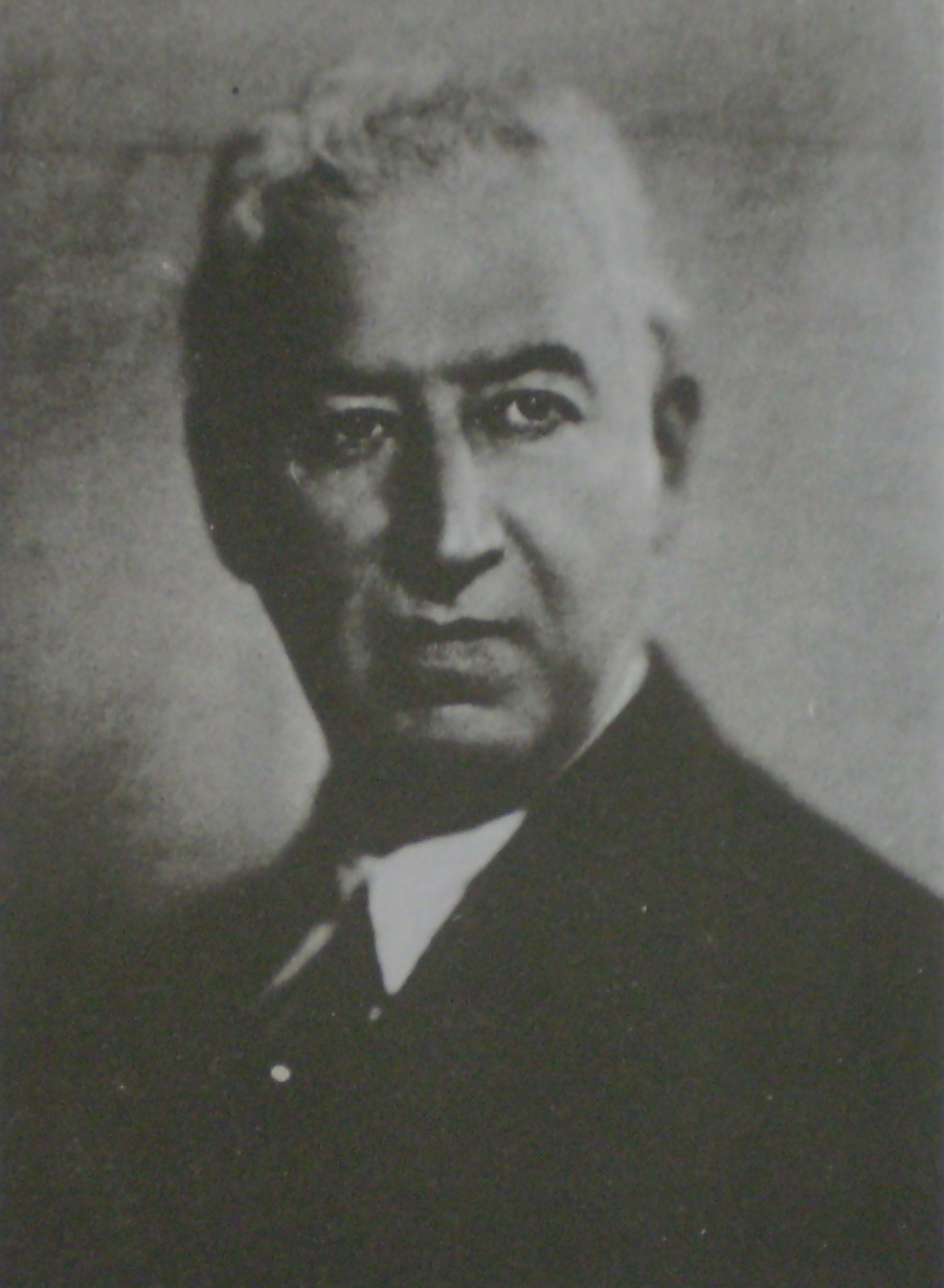
Nicolás Besio Moreno

Nicolás Besio Moreno fue un ingeniero civil argentino. Se dedicó a investigar la historia de la ingeniería, estudios sobre estadísticas y cartografía. Estudió en la Facultad de Ciencias Exactas, Físicas y Naturales de la Universidad de Buenos Aires y se recibió en 1901. Posteriormente se dedicó a la docencia universitaria y llegó a ser decano de la Facultad de Ciencias Físicas, Matemáticas y Astronómicas de la Universidad de La Plata y vicedirector del museo de Ciencias Naturales en esa localidad.
Es autor de varios libros relacionados con la historia de la cultura, entre ellos Estudios diversos sobre la hidrogeología pampeana y Las fundaciones matemáticas de Manuel Belgrano.